# Az Amerikai Egyesült Államok az 1964. évi nyári olimpiai játékokon
Az Amerikai Egyesült Államok a japán Tokióban megrendezett 1964. évi nyári olimpiai játékok egyik részt vevő nemzete volt. Az országot az olimpián 19 sportágban 346 sportoló képviselte, akik összesen 90 érmet szereztek.

## Érmesek
| Érem  | Versenyző | Sportág       | Versenyszám                    |
| ----- | --- | ------------- | ------------------------------ |
| Arany | Bob Hayes | Atlétika      | Férfi 100 m                    |
| Arany | Henry Carr | Atlétika      | Férfi 200 m                    |
| Arany | Michael Larrabee | Atlétika      | Férfi 400 m                    |
| Arany | Bob Schul | Atlétika      | Férfi 5000 m                   |
| Arany | William Mills | Atlétika      | Férfi 10 000 m                 |
| Arany | Hayes Jones | Atlétika      | Férfi 110 m gát                |
| Arany | Blaine Lindgren | Atlétika      | Férfi 400 m gát                |
| Arany | Gerald Ashworth Paul Drayton Bob Hayes Richard Stebbins | Atlétika      | Férfi 4 × 100 m váltó          |
| Arany | Henry Carr Ollan Cassell Michael Larrabee Ulis Williams | Atlétika      | Férfi 4 × 400 m váltó          |
| Arany | Frederick Hansen | Atlétika      | Férfi rúdugrás                 |
| Arany | Dallas Long | Atlétika      | Férfi súlylökés                |
| Arany | Alfred Oerter | Atlétika      | Férfi diszkoszvetés            |
| Arany | Wyomia Tyus | Atlétika      | Női 100 m                      |
| Arany | Edith McGuire | Atlétika      | Női 200 m                      |
| Arany | Edward Ferry Conn Findlay Kent Mitchell | Evezés        | Férfi kormányos kettes         |
| Arany | Joseph Amlong Thomas Amlong Harold Budd Emory Clark Stanley Cwiklinski Hugh Foley William Knecht William Stowe Zimonyi Róbert                                                 | Evezés        | Férfi nyolcas                  |
| Arany | Nemzeti válogatott Jim Barnes Bill Bradley Larry Brown Joe Caldwell Mel Counts Dick Davies Walt Hazzard Lucious Jackson Pete McCaffrey Jeff Mullins Jerry Shipp George Wilson | Kosárlabda    | Férfi                          |
| Arany | Kenneth Sitzberger | Műugrás       | Férfi egyéni műugrás           |
| Arany | Robert Webster | Műugrás       | Férfi egyéni toronyugrás       |
| Arany | Lesley Bush | Műugrás       | Női egyéni toronyugrás         |
| Arany | Joe Frazier | Ökölvívás     | Nehézsúly                      |
| Arany | Lones Wigger | Sportlövészet | Sportpuska összetett           |
| Arany | Gary Anderson | Sportlövészet | Szabadpuska, összetett (300 m) |
| Arany | Don Schollander | Úszás         | Férfi 100 m gyors              |
| Arany | Don Schollander | Úszás         | Férfi 400 m gyors              |
| Arany | Jed Graef | Úszás         | Férfi 200 m hát                |
| Arany | Richard Roth | Úszás         | Férfi 400 m vegyes             |
| Arany | Michael Austin Steve Clark Gary Ilman Don Schollander Lary Schulhof | Úszás         | Férfi 4 × 100 m gyorsváltó     |
| Arany | Steve Clark Gary Ilman David Lyons William Mettler Roy Saari Don Schollander Edward Townsend Michael Wall                                                                     | Úszás         | Férfi 4 × 200 m gyorsváltó     |
| Arany | Robert Bennett Steve Clark Bill Craig Virgil Luken Thompson Mann Richard McGeagh Walter Richardson Frederick Schmidt                                                          | Úszás         | Férfi 4 × 100 m vegyes váltó   |
| Arany | Virginia Duenkel | Úszás         | Női 400 m gyors                |
| Arany | Cathy Ferguson | Úszás         | Női 100 m hát                  |
| Arany | Sharon Stouder | Úszás         | Női 100 m pillangó             |
| Arany | Donna de Varona | Úszás         | Női 400 m vegyes               |
| Arany | Lynne Allsup Erika Bricker Kathleen Ellis Jeanne Hallock Patience Sherman Sharon Stouder Donna de Varona Lillian Watson                                                       | Úszás         | Női 4 × 100 m gyorsváltó       |
| Arany | Kathleen Ellis Cathy Ferguson Cynthia Goyette Nina Harmer Susan Pitt Judith Reeder Sharon Stouder Lillian Watson                                                              | Úszás         | Női 4 × 100 m vegyes váltó     |
| Ezüst | Paul Drayton | Atlétika      | Férfi 200 m                    |
| Ezüst | Blaine Lindgren | Atlétika      | Férfi 110 m gát                |
| Ezüst | John Thomas | Atlétika      | Férfi magasugrás               |
| Ezüst | Ralph Boston | Atlétika      | Férfi távolugrás               |
| Ezüst | Randy Matson | Atlétika      | Férfi súlylökés                |
| Ezüst | Edith McGuire | Atlétika      | Női 100 m                      |
| Ezüst | Edith McGuire Wyomia Tyus Marilyn White Willye White | Atlétika      | Női 4 × 100 m váltó            |
| Ezüst | Seymour Cromwell James Storm | Evezés        | Férfi kétpárevezős             |
| Ezüst | Francine Fox Glorianne Perrier | Kajak-kenu    | Női kajak kettes 500 m         |
| Ezüst | Kevin Freeman Michael Page Michael Plumb | Lovaglás      | Csapat lovastusa               |
| Ezüst | Francis Gorman | Műugrás       | Férfi egyéni műugrás           |
| Ezüst | Jeanne Collier | Műugrás       | Női egyéni műugrás             |
| Ezüst | David Kirkwood James Moore Paul Pesthy | Öttusa        | Csapat                         |
| Ezüst | Franklin Green | Sportlövészet | Szabadpisztoly                 |
| Ezüst | Lones Wigger | Sportlövészet | Sportpuska fekvő               |
| Ezüst | Isaac Berger | Súlyemelés    | 60 kg                          |
| Ezüst | John Nelson | Úszás         | Férfi 1500 m gyors             |
| Ezüst | Gary Dilley | Úszás         | Férfi 200 m hát                |
| Ezüst | Carl Robie | Úszás         | Férfi 200 m pillangó           |
| Ezüst | Roy Saari | Úszás         | Férfi 400 m vegyes             |
| Ezüst | Sharon Stouder | Úszás         | Női 100 m gyors                |
| Ezüst | Marilyn Ramenofsky | Úszás         | Női 400 m gyors                |
| Ezüst | Claudia Kolb | Úszás         | Női 200 m mell                 |
| Ezüst | Sharon Finneran | Úszás         | Női 400 m vegyes               |
| Ezüst | Peter Barrett | Vitorlázás    | Finn dingi                     |
| Ezüst | Richard Stearns Lynn Williams | Vitorlázás    | Csillaghajó                    |
| Bronz | Bill Dellinger | Atlétika      | Férfi 5000 m                   |
| Bronz | John Rambo | Atlétika      | Férfi magasugrás               |
| Bronz | Dave Weill | Atlétika      | Férfi diszkoszvetés            |
| Bronz | Daniel Brand | Birkózás      | Szabadfogás, 87 kg             |
| Bronz | James Bregman | Cselgáncs     | Középsúly                      |
| Bronz | Philip Durbrow Richard Lyon Theodore Mittet Ted Nash Geoffrey Picard | Evezés        | Férfi kormányos nélküli négyes |
| Bronz | Marcia Jones Smoke | Kajak-kenu    | Női kajak egyes 500 m          |
| Bronz | Larry Andreasen | Műugrás       | Férfi egyéni műugrás           |
| Bronz | Thomas Gompf | Műugrás       | Férfi egyéni toronyugrás       |
| Bronz | Mary Willard | Műugrás       | Női egyéni műugrás             |
| Bronz | Robert Carmody | Ökölvívás     | Légsúly                        |
| Bronz | Charles Brown | Ökölvívás     | Pehelysúly                     |
| Bronz | Ronald Harris | Ökölvívás     | Könnyűsúly                     |
| Bronz | Tommy Pool | Sportlövészet | Sportpuska fekvő               |
| Bronz | Martin Gunnarsson | Sportlövészet | Szabadpuska, összetett (300 m) |
| Bronz | William Morris | Sportlövészet | Trap                           |
| Bronz | Norbert Schemansky | Súlyemelés    | +90 kg                         |
| Bronz | Robert Bennett | Úszás         | Férfi 200 m hát                |
| Bronz | Chester Jastremski | Úszás         | Férfi 200 m mell               |
| Bronz | Frederick Schmidt | Úszás         | Férfi 200 m pillangó           |
| Bronz | Kathleen Ellis | Úszás         | Női 100 m gyors                |
| Bronz | Terri Lee Stickles | Úszás         | Női 400 m gyors                |
| Bronz | Virginia Duenkel | Úszás         | Női 100 m hát                  |
| Bronz | Kathleen Ellis | Úszás         | Női 100 m pillangó             |
| Bronz | Martha Randall | Úszás         | Női 400 m vegyes               |
| Bronz | William Bentsen Harry Melges | Vitorlázás    | Repülő hollandi                |
| Bronz | Joseph Batchelder John J. McNamara Francis Scully | Vitorlázás    | 5,5 méteres                    |
| Bronz | Richard Deaver Lowell North Charles Rogers | Vitorlázás    | Sárkányhajó                    |

## Atlétika
Férfi
| Versenyző                                               | Versenyszám     | Előfutam | Előfutam | Előfutam | Negyeddöntő | Negyeddöntő | Negyeddöntő | Elődöntő | Elődöntő | Elődöntő | Döntő    | Döntő    |
| Versenyző                                               | Versenyszám     | Idő      | Hely.    | Össz.    | Idő         | Hely.       | Össz.       | Idő      | Hely.    | Össz.    | Idő      | Helyezés |
| ------------------------------------------------------- | --------------- | -------- | -------- | -------- | ----------- | ----------- | ----------- | -------- | -------- | -------- | -------- | -------- |
| Bob Hayes                                               | 100 m           | 10,41    | 1.       | 2.       | 10,37       | 1.          | 4.          | 9,91     | 1.       | 1.       | 10,06    |          |
| Trenton Jackson                                         | 100 m           | 10,53    | 1.       | 11.**    | 10,41       | 2.          | 6.          | 10,66    | 8.       | 15.      | kiesett  | kiesett  |
| Melvin Pender                                           | 100 m           | 10,53    | 2.       | 11.**    | 10,44       | 2.          | 9.*         | 10,49    | 4.       | 11.      | 10,47    | 6.*      |
| Henry Carr                                              | 200 m           | 21,12    | 2.       | 9.       | 21,02       | 1.          | 3.          | 20,69    | 1.       | 2.       | 20,36    |          |
| Paul Drayton                                            | 200 m           | 20,70    | 1.       | 1.       | 20,98       | 1.          | 2.          | 20,58    | 1.       | 1.       | 20,58    |          |
| Richard Stebbins                                        | 200 m           | 21,17    | 2.       | 11.      | 21,28       | 2.          | 9.          | 20,88    | 3.       | 6.       | 20,89    | 7.       |
| Ollan Cassell                                           | 400 m           | 46,81    | 1.       | 11.      | 46,24       | 2.          | 2.          | 46,69    | 5.       | 9.       | kiesett  | kiesett  |
| Michael Larrabee                                        | 400 m           | 46,88    | 1.       | 13.      | 46,57       | 1.          | 6.          | 46,02    | 1.       | 3.       | 45,15    |          |
| Ulis Williams                                           | 400 m           | 46,20    | 1.       | 3.       | 46,96       | 2.          | 13.         | 46,29    | 3.       | 5.       | 46,01    | 5.       |
| Tom Farrell                                             | 800 m           | 1:48,6   | 2.       | 2.       |             |             |             | 1:47,8   | 2.       | 14.      | 1:46,6   | 5.       |
| Morgan Groth                                            | 800 m           | 1:51,4   | 6.       | 31.      |             |             |             | kiesett  | kiesett  | kiesett  | kiesett  | kiesett  |
| Jerry Siebert                                           | 800 m           | 1:49,2   | 2.       | 9.       |             |             |             | 1:47,0   | 2.       | 5.       | 1:47,0   | 6.       |
| Dyrol Burleson                                          | 1500 m          | 3:45,6   | 3.       | 14.      |             |             |             | 3:41,5   | 1.       | 6.       | 3:40,0   | 5.       |
| Tom O'Hara                                              | 1500 m          | 3:46,7   | 3.       | 19.*     |             |             |             | 3:43,4   | 7.       | 13.      | kiesett  | kiesett  |
| James Ryun                                              | 1500 m          | 3:44,4   | 4.       | 9.       |             |             |             | 3:55,0   | 9.       | 18.      | kiesett  | kiesett  |
| Bill Dellinger                                          | 5000 m          | 13:52,2  | 2.       | 5.       |             |             |             |          |          |          | 13:49,8  |          |
| Oscar Moore                                             | 5000 m          | 14:24,0  | 8.       | 34.      |             |             |             |          |          |          | kiesett  | kiesett  |
| Bob Schul                                               | 5000 m          | 14:11,4  | 2.       | 22.      |             |             |             |          |          |          | 13:48,8  |          |
| Ron Larrieu                                             | 10 000 m        |          |          |          |             |             |             |          |          |          | 30:42,6  | 24.      |
| Gerry Lindgren                                          | 10 000 m        |          |          |          |             |             |             |          |          |          | 29:20,6  | 9.       |
| William Mills                                           | 10 000 m        |          |          |          |             |             |             |          |          |          | 28:24,4  |          |
| William Mills                                           | Maraton         |          |          |          |             |             |             |          |          |          | 2:22:55  | 14.      |
| Buddy Edelen                                            | Maraton         |          |          |          |             |             |             |          |          |          | 2:18:12  | 6.       |
| Peter McArdle                                           | Maraton         |          |          |          |             |             |             |          |          |          | 2:26:24  | 23.      |
| Willie Davenport                                        | 110 m gát       | 14,44    | 2.       | 13.      |             |             |             | 14,28    | 7.       | 13.      | kiesett  | kiesett  |
| Hayes Jones                                             | 110 m gát       | 14,24    | 2.       | 4.       |             |             |             | 14,06    | 3.       | 4.**     | 13,67    |          |
| Blaine Lindgren                                         | 110 m gát       | 14,20    | 1.       | 2.       |             |             |             | 13,95    | 1.       | 2.       | 13,74    |          |
| Rex Cawley                                              | 400 m gát       | 50,88    | 1.       | 2.       |             |             |             | 49,89    | 1.       | 1.       | 49,6     |          |
| Billy Hardin                                            | 400 m gát       | 51,37    | 1.       | 8.       |             |             |             | 50,90    | 6.       | 9.       | kiesett  | kiesett  |
| Jay Luck                                                | 400 m gát       | 51,77    | 3.       | 14.      |             |             |             | 50,43    | 2.       | 4.       | 50,5     | 5.       |
| Jeffrey Fishback                                        | 3000 m akadály  | 8:50,2   | 4.       | 17.      |             |             |             |          |          |          | kiesett  | kiesett  |
| Vic Zwolak                                              | 3000 m akadály  | 8:43,6   | 4.       | 12.      |             |             |             |          |          |          | kiesett  | kiesett  |
| George Young                                            | 3000 m akadály  | 8:34,2   | 3.       | 5.       |             |             |             |          |          |          | 8:38,2   | 5.       |
| Ron Laird                                               | 20 km gyaloglás |          |          |          |             |             |             |          |          |          | kizárták | kizárták |
| Jack Mortland                                           | 20 km gyaloglás |          |          |          |             |             |             |          |          |          | 1:36:35  | 17.      |
| Ron Zinn                                                | 20 km gyaloglás |          |          |          |             |             |             |          |          |          | 1:32:43  | 6.       |
| Mike Brodie                                             | 50 km gyaloglás |          |          |          |             |             |             |          |          |          | 4:57:41  | 29.      |
| Bruce MacDonald                                         | 50 km gyaloglás |          |          |          |             |             |             |          |          |          | 4:45:10  | 26.      |
| Christopher McCarthy                                    | 50 km gyaloglás |          |          |          |             |             |             |          |          |          | 4:35:41  | 21.      |
| Paul Drayton Gerald Ashworth Richard Stebbins Bob Hayes | 4 × 100 m váltó | 39,83    | 1.       | 2.       |             |             |             | 39,50    | 1.       | 1.       | 39,06    |          |
| Ollan Cassell Michael Larrabee Ulis Williams Henry Carr | 4 × 400 m váltó | 3:05,3   | 1.       | 4.*      |             |             |             |          |          |          | 3:00,7   |          |

| Versenyző           | Versenyszám   | Selejtező | Selejtező | Döntő                    | Döntő                    |
| Versenyző           | Versenyszám   | Eredmény  | Helyezés  | Eredmény                 | Helyezés                 |
| ------------------- | ------------- | --------- | --------- | ------------------------ | ------------------------ |
| Edward Caruthers    | Magasugrás    | 206 cm    | 8.**      | 209 cm                   | 8.                       |
| John Rambo          | Magasugrás    | 206 cm    | 8.**      | 216 cm                   |                          |
| John Thomas         | Magasugrás    | 206 cm    | 6.        | 218 cm                   |                          |
| Frederick Hansen    | Rúdugrás      | 510 cm    | 1.**      | 500 cm                   |                          |
| Billy Gene Pemelton | Rúdugrás      | 460 cm    | 1.**      | 480 cm                   | 8.                       |
| John Pennel         | Rúdugrás      | 460 cm    | 17.       | 470 cm                   | 11.                      |
| Ralph Boston        | Távolugrás    | 803 cm    | 1.        | 803 cm                   |                          |
| Gayle Hopkins       | Távolugrás    | 767 cm    | 4.        | érvényes kísérlet nélkül | érvényes kísérlet nélkül |
| Phillip Shinnick    | Távolugrás    | 726 cm    | 22.*      | kiesett                  | kiesett                  |
| Ira Davis           | Hármasugrás   | 16,29 m   | 2.        | 16,00 m                  | 9.                       |
| Kent Floerke        | Hármasugrás   | 15,36 m   | 21.       | kiesett                  | kiesett                  |
| Bill Sharpe         | Hármasugrás   | 15,80 m   | 13.       | 15,84 m                  | 11.                      |
| Dallas Long         | Súlylökés     | 19,51 m   | 1.        | 20,33 m                  |                          |
| Randy Matson        | Súlylökés     | 18,92 m   | 2.        | 20,20 m                  |                          |
| Parry O'Brien       | Súlylökés     | 17,84 m   | 11.       | 19,20 m                  | 4.                       |
| Alfred Oerter       | Diszkoszvetés | 60,54 m   | 1.        | 61,00 m                  |                          |
| Jay Silvester       | Diszkoszvetés | 57,81 m   | 3.        | 59,09 m                  | 4.                       |
| Dave Weill          | Diszkoszvetés | 56,95 m   | 5.        | 59,49 m                  |                          |
| Edward Burke        | Kalapácsvetés | 64,94 m   | 8.        | 65,66 m                  | 7.                       |
| Harold Connolly     | Kalapácsvetés | 67,40 m   | 2.        | 66,65 m                  | 6.                       |
| Al Hall             | Kalapácsvetés | 64,31 m   | 11.       | 63,82 m                  | 12.                      |
| Frank Covelli       | Gerelyhajítás | 68,08 m   | 21.       | kiesett                  | kiesett                  |
| Ed Red              | Gerelyhajítás | 72,31 m   | 12.       | 71,52 m                  | 11.                      |
| Les Tipton          | Gerelyhajítás | 70,74 m   | 16.       | kiesett                  | kiesett                  |

| Versenyző     | Versenyszám | 100 m | 100 m | Távolugrás | Távolugrás | Súlylökés | Súlylökés | Magasugrás | Magasugrás | 400 m | 400 m | 110 m gát | 110 m gát | Diszkoszvetés | Diszkoszvetés | Rúdugrás | Rúdugrás | Gerelyhajítás | Gerelyhajítás | 1500 m | 1500 m | Végeredmény | Végeredmény |
| Versenyző     | Versenyszám | Idő   | Pont  | Eredmény   | Pont       | Eredmény  | Pont      | Eredmény   | Pont       | Idő   | Pont  | Idő       | Pont      | Eredmény      | Pont          | Eredmény | Pont     | Eredmény      | Pont          | Idő    | Pont   | Pont        | Helyezés    |
| ------------- | ----------- | ----- | ----- | ---------- | ---------- | --------- | --------- | ---------- | ---------- | ----- | ----- | --------- | --------- | ------------- | ------------- | -------- | -------- | ------------- | ------------- | ------ | ------ | ----------- | ----------- |
| Dick Emberger | Tízpróba    | 11,2  | 756   | 672 cm     | 761        | 11,80 m   | 586       | 190 cm     | 769        | 49,1  | 847   | 14,9      | 859       | 35,32 m       | 590           | 370 cm   | 728      | 57,54 m       | 731           | 4:19,3 | 665    | 7292        | 10.         |
| Paul Herman   | Tízpróba    | 11,2  | 756   | 697 cm     | 814        | 13,89 m   | 721       | 187 cm     | 743        | 49,2  | 842   | 15,2      | 827       | 44,15 m       | 765           | 435 cm   | 896      | 63,35 m       | 802           | 4:25,4 | 621    | 7787        | 4.          |
| Russ Hodge    | Tízpróba    | 11,0  | 804   | 675 cm     | 767        | 14,93 m   | 784       | 175 cm     | 634        | 49,6  | 824   | 16,0      | 748       | 44,64 m       | 775           | 370 cm   | 728      | 50,21 m       | 636           | 4:24,9 | 625    | 7325        | 9.          |

Női
| Versenyző                                            | Versenyszám     | Előfutam | Előfutam | Előfutam | Negyeddöntő | Negyeddöntő | Negyeddöntő | Elődöntő | Elődöntő | Elődöntő | Döntő   | Döntő    |
| Versenyző                                            | Versenyszám     | Idő      | Hely.    | Össz.    | Idő         | Hely.       | Össz.       | Idő      | Hely.    | Össz.    | Idő     | Helyezés |
| ---------------------------------------------------- | --------------- | -------- | -------- | -------- | ----------- | ----------- | ----------- | -------- | -------- | -------- | ------- | -------- |
| Wyomia Tyus                                          | 100 m           | 11,35    | 1.       | 1.       | 11,23       | 1.          | 1.          | 11,40    | 1.       | 1.       | 11,49   |          |
| Marilyn White                                        | 100 m           | 11,50    | 1.       | 4.       | 11,5        | 2.          | 5.***       | 11,51    | 3.       | 3.       | 11,67   | 4.       |
| Edith McGuire                                        | 100 m           | 11,47    | 1.       | 3.       | 11,4        | 1.          | 2.**        | 11,67    | 3.       | 7.       | 11,62   |          |
| Edith McGuire                                        | 200 m           | 23,47    | 1.       | 1.       |             |             |             | 23,37    | 1.       | 1.       | 23,05   |          |
| Vivian Brown                                         | 200 m           | 24,17    | 3.       | 8.       |             |             |             | 24,39    | 8.       | 13.      | kiesett | kiesett  |
| Debbie Thompson                                      | 200 m           | 24,62    | 4.       | 20.      |             |             |             | kiesett  | kiesett  | kiesett  | kiesett | kiesett  |
| Janell Smith                                         | 400 m           | 55,56    | 5.       | 11.      |             |             |             | 54,5     | 6.       | 9.*      | kiesett | kiesett  |
| Sandy Knott                                          | 800 m           | 2:12,2   | 6.       | 16.      |             |             |             | kiesett  | kiesett  | kiesett  | kiesett | kiesett  |
| Rosie Bonds                                          | 80 m gát        | 10,64    | 1.       | 1.       |             |             |             | 10,87    | 4.       | 9.       | 10,88   | 8.       |
| Lacey O'Neal                                         | 80 m gát        | 10,93    | 4.       | 12.      |             |             |             | 10,99    | 7.       | 13.      | kiesett | kiesett  |
| Cherrie Sherrard                                     | 80 m gát        | 11,00    | 5.       | 15.      |             |             |             | kiesett  | kiesett  | kiesett  | kiesett | kiesett  |
| Willye White Wyomia Tyus Marilyn White Edith McGuire | 4 × 100 m váltó | 44,83    | 1.       | 2.       |             |             |             |          |          |          | 43,92   |          |

| Versenyző              | Versenyszám   | Selejtező | Selejtező | Döntő                    | Döntő                    |
| Versenyző              | Versenyszám   | Eredmény  | Helyezés  | Eredmény                 | Helyezés                 |
| ---------------------- | ------------- | --------- | --------- | ------------------------ | ------------------------ |
| Estelle Baskerville    | Magasugrás    | 165 cm    | 19.*      | kiesett                  | kiesett                  |
| Terri Brown            | Magasugrás    | 168 cm    | 13.       | érvényes kísérlet nélkül | érvényes kísérlet nélkül |
| Eleanor Montgomery     | Magasugrás    | 170 cm    | 8.        | 171 cm                   | 8.                       |
| Jo Ann Terry-Grissom   | Távolugrás    | 591 cm    | 19.       | kiesett                  | kiesett                  |
| Martha Rae Watson      | Távolugrás    | 594 cm    | 18.       | kiesett                  | kiesett                  |
| Willye White           | Távolugrás    | 628 cm    | 8.*       | 607 cm                   | 12.                      |
| Earlene Brown          | Súlylökés     | 15,44 m   | 7.        | 14,80 m                  | 12.                      |
| Olga Fikotová-Connolly | Diszkoszvetés | 53,17 m   | 6.        | 51,58 m                  | 12.                      |
| RaNae Bair             | Gerelyhajítás | 46,89 m   | 13.       | kiesett                  | kiesett                  |

| Versenyző           | Versenyszám | 80 m gát | 80 m gát | Súlylökés | Súlylökés | Magasugrás | Magasugrás | Távolugrás | Távolugrás | 200 m | 200 m | Végeredmény | Végeredmény |
| Versenyző           | Versenyszám | Idő      | Pont     | Eredmény  | Pont      | Eredmény   | Pont       | Eredmény   | Pont       | Idő   | Pont  | Pont        | Helyezés    |
| ------------------- | ----------- | -------- | -------- | --------- | --------- | ---------- | ---------- | ---------- | ---------- | ----- | ----- | ----------- | ----------- |
| Pat Daniels-Winslow | Ötpróba     | 12,0     | 890      | 13,04 m   | 924       | 163 cm     | 976        | 590 cm     | 966        | 24,6  | 968   | 4724        | 7.          |

* - egy másik versenyzővel/váltóval azonos időt/eredményt ért el

** - két másik versenyzővel azonos időt/eredményt ért el

*** - négy másik versenyzővel azonos időt ért el

## Birkózás
Kötöttfogású
| Versenyző         | Versenyszám | 1. forduló                      | 2. forduló                           | 3. forduló                              | 4. forduló                     | 5. forduló                       | Döntő             | Helyezés    |
| Versenyző         | Versenyszám | Ellenfél Eredmény               | Ellenfél Eredmény                    | Ellenfél Eredmény                       | Ellenfél Eredmény              | Ellenfél Eredmény                | Ellenfél Eredmény | Helyezés    |
| ----------------- | ----------- | ------------------------------- | ------------------------------------ | --------------------------------------- | ------------------------------ | -------------------------------- | ----------------- | ----------- |
| John Wilson       | 52 kg       | César del Rio (MEX) · kétvállas | erőnyerő                             | Sin Szangsik (Sin Sang-Sik) (KOR) · 3-1 | Angel Kerezov (BUL) · 3-1      |                                  | kiesett           | 4.          |
| Andrew Fitch      | 57 kg       | Friedrich Stange (EUA) · 3-1    | Nour Ullah Noor (AFG) · 1-3          | Cvjatko Paskulev (BUL) · 2-2            | kiesett                        | kiesett                          | kiesett           | helyezetlen |
| Ronald Finley     | 63 kg       | Polyák Imre (HUN) · 3-1         | Matti Jutila (CAN) · visszalépett    | erőnyerő                                | Donald Cacas (AUS) · kétvállas | Branislav Martinović (YUG) · 3-1 | kiesett           | 4.          |
| James Burke       | 70 kg       | Hossein Ebrahimian (IRI) · 2-2  | Ivan Ivanov (BUL) · 3-1              | Valeriu Bularcă (ROU) · kizárták        | kiesett                        | kiesett                          | kiesett           | helyezetlen |
| Russell Camilleri | 78 kg       | Bolesław Dubicki (POL) · 3-1    | Helmut Längle (AUT) · 1-3            | Albert Michiels (BEL) · kétvállas       | Bertil Nyström (SWE) · 3-1     | kiesett                          | kiesett           | helyezetlen |
| Wayne Baughman    | 87 kg       | Ganpat Andhalkar (IND) · 1-3    | erőnyerő                             | Gheorghe Popovici (ROU) · 3-1           | Valentyin Olenyik (URS) · 3-1  | kiesett                          | kiesett           | helyezetlen |
| William Lovell    | 97 kg       | Bojan Radev (BUL) · kizárták    | Heinz Kiehl (EUA) · kétvállas        | kiesett                                 | kiesett                        | kiesett                          | kiesett           | helyezetlen |
| Robert Pickens    | +97 kg      | Ragnar Svensson (SWE) · 3-1     | Taisto Kangasniemi (FIN) · kétvállas | Petr Kment (TCH) · kétvállas            | kiesett                        | kiesett                          | kiesett           | 6.          |

Szabadfogású
| Versenyző       | Versenyszám | 1. forduló                        | 2. forduló                        | 3. forduló                  | 4. forduló                         | 5. forduló                    | Döntő                                      | Helyezés    |
| Versenyző       | Versenyszám | Ellenfél Eredmény                 | Ellenfél Eredmény                 | Ellenfél Eredmény           | Ellenfél Eredmény                  | Ellenfél Eredmény             | Ellenfél Eredmény                          | Helyezés    |
| --------------- | ----------- | --------------------------------- | --------------------------------- | --------------------------- | ---------------------------------- | ----------------------------- | ------------------------------------------ | ----------- |
| Gray Simons     | 52 kg       | Stoyko Malov (BUL) · 1-3          | Ali Aliyev (URS) · 2-2            | Malwa Singh (IND) · 1-3     | Said Ali Akbar Heidari (IRI) · 2-2 | kiesett                       | kiesett                                    | helyezetlen |
| David Auble     | 57 kg       | Bazaryn Sükhbaatar (MGL) · 1-3    | Rubén Leibovich (ARG) · kétvállas | Mladen Georgiev (BUL) · 1-3 | Bishambar Singh (IND) · 1-3        | Uetake Jódzsiró (JPN) · 3-1   | kiesett                                    | 4.          |
| Bobby Douglas   | 63 kg       | Hayrullah Şahinkaya (TUR) · 1-3   | Bandu Patil (IND) · kétvállas     | Matti Jutila (CAN) · 1-3    | Nodar Hohasvili (URS) · 3-1        | Mohammad Ebrahimi (AFG) · 1-3 | kiesett                                    | 4.          |
| Gregory Ruth    | 70 kg       | Matti Poikala (SWE) · 1-3         | Danzandarjaa Sereeter (MGL) · 1-3 | Horiucsi Ivao (JPN) · 3-1   | Sidney Marsh (AUS) · 1-3           | kiesett                       | kiesett                                    | 6.          |
| Charles Tribble | 78 kg       | İsmail Oğan (TUR) · kétvállas     | visszalépett                      | kiesett                     | kiesett                            | kiesett                       | kiesett                                    | helyezetlen |
| Daniel Brand    | 87 kg       | Theunis van Wyk (NRH) · kétvállas | Mansour Mahdizadeh (IRI) · 2-2    | Szaszaki Tacuo (JPN) · 1-3  | Muhammad Faiz (PAK) · kétvállas    | Hasan Güngör (TUR) · 3-1      | Hozott eredmény · Hasan Güngör (TUR) · 3-1 |             |
| Gerald Conine   | 97 kg       | Lennart Eriksson (SWE) · 1-3      | Balló Ferenc (ROU) · 2-2          | erőnyerő                    | Peter Jutzeler (SUI) · 3-1         | kiesett                       | kiesett                                    | 6.          |
| Larry Kristoff  | +97 kg      | Wilfried Dietrich (EUA) · 1-3     | Alekszandr Ivanyickij (URS) · 3-1 | Hamit Kaplan (TUR) · 2-2    | kiesett                            |                               | kiesett                                    | helyezetlen |

## Cselgáncs
| Versenyző     | Versenyszám | Csoportkör                                                                | Csoportkör | Negyeddöntő                         | Elődöntő                   | Döntő             | Helyezés |
| Versenyző     | Versenyszám | Ellenfél Eredmény                                                         | Hely.      | Ellenfél Eredmény                   | Ellenfél Eredmény          | Ellenfél Eredmény | Helyezés |
| ------------- | ----------- | ------------------------------------------------------------------------- | ---------- | ----------------------------------- | -------------------------- | ----------------- | -------- |
| Paul Maruyama | Könnyűsúly  | 1. csoport · Karl Reisinger (AUT) · GY · Matthias Schiessleder (EUA) · GY | 1.         | Nakatani Takehide (JPN) · V         | kiesett                    | kiesett           | 5.       |
| James Bregman | Középsúly   | 2. csoport · Gabriel Goldschmied (MEX) · GY · Peter Paige (AUS) · GY      | 1.         | Rodolfo Pérez (ARG) · GY            | Wolfgang Hofmann (EUA) · V | kiesett           |          |
| George Harris | Nehézsúly   | 2. csoport · Anthony Sweeney (GBR) · GY · Parnaoz Csikviladze (URS) · V   | 2.         | kiesett                             | kiesett                    | kiesett           | 6.       |
| Ben Campbell  | Nyílt       | 3. csoport · Thomas Ong (PHI) · GY · Klaus Glahn (EUA) · V                | 2.         | Vigaszág Sérülés miatt visszalépett | kiesett                    | kiesett           | 6.       |

## Evezés
| Versenyző | Versenyszám              | Előfutam | Előfutam | Vigaszág | Vigaszág | Döntő | Döntő   | Döntő | Helyezés |
| Versenyző | Versenyszám              | Idő      | Hely.    | Idő      | Hely.    | Típus | Idő     | Hely. | Helyezés |
| --- | ------------------------ | -------- | -------- | -------- | -------- | ----- | ------- | ----- | -------- |
| Donald Spero | Egypárevezős             | 7:41,94  | 1.       | erőnyerő | erőnyerő | A     | 8:37,53 | 6.    | 6.       |
| Seymour Cromwell James Storm | Kétpárevezős             | 6:31,63  | 1.       | erőnyerő | erőnyerő | A     | 7:13,16 | 2.    |          |
| James Edmonds Philip Johnson | Kormányos nélküli kettes | 7:33,89  | 4.       | 7:30,84  | 2.       | B     | 7:15,04 | 4.    | 10.      |
| Edward Ferry Conn Findlay Kent Mitchell (kormányos)                                                                                       | Kormányos kettes         | 7:53,17  | 1.       | erőnyerő | erőnyerő | A     | 8:21,23 | 1.    |          |
| Geoffrey Picard Richard Lyon Ted Nash Theodore Mittet Philip Durbrow*                                                                     | Kormányos nélküli négyes | 6:56,40  | 2.       | 6:38,93  | 1.       | A     | 7:01,37 | 3.    |          |
| Paul Gunderson Hughie Pollock Tom Pollock Jim Tew Ted Washburn (kormányos)                                                                | Kormányos négyes         | 6:48,19  | 2.       | 7:12,82  | 2.       | B     | 6:43,68 | 1.    | 7.       |
| Joseph Amlong Thomas Amlong Harold Budd Emory Clark Stanley Cwiklinski Hugh Foley William Knecht William Stowe Zimonyi Róbert (kormányos) | Nyolcas                  | 5:54,30  | 2.       | 6:01,47  | 1.       | A     | 6:18,23 | 1.    |          |

* - Geoffrey Picard cseréje az előfutamban

## Kajak-kenu
Férfi
| Versenyző                                        | Versenyszám         | Előfutam | Előfutam | Vigaszág | Vigaszág | Elődöntő | Elődöntő | Döntő   | Döntő    |
| Versenyző                                        | Versenyszám         | Idő      | Hely.    | Idő      | Hely.    | Idő      | Hely.    | Idő     | Helyezés |
| ------------------------------------------------ | ------------------- | -------- | -------- | -------- | -------- | -------- | -------- | ------- | -------- |
| Tony Ralphs                                      | Kajak egyes 1000 m  | 4:21,53  | 5.       | 5:09,14  | 3.       | kiesett  | kiesett  | kiesett | kiesett  |
| Tony Ralphs Gert Grigoleit                       | Kajak kettes 1000 m | 3:54,01  | 7.       | 3:45,31  | 4.       | kiesett  | kiesett  | kiesett | kiesett  |
| Bill Jewell Tony Ralphs Rich Richards Bill Smoke | Kajak négyes 1000 m | 3:45,74  | 6.       | 3:46,48  | 4.       | kiesett  | kiesett  | kiesett | kiesett  |
| Dennis Van Valkenburgh                           | Kenu egyes 1000 m   | 5:12,63  | 5.       | 5:00,34  | 3.       |          |          | 5:12,55 | 8.       |
| James O'Rourke, Jr. Joe Dronzek                  | Kenu kettes 1000 m  | 4:51,65  | 6.       | 4:51,98  | 5.       |          |          | kiesett | kiesett  |

Női
| Versenyző                      | Versenyszám        | Előfutam | Előfutam | Vigaszág | Vigaszág | Döntő   | Döntő    |
| Versenyző                      | Versenyszám        | Idő      | Hely.    | Idő      | Hely.    | Idő     | Helyezés |
| ------------------------------ | ------------------ | -------- | -------- | -------- | -------- | ------- | -------- |
| Marcia Jones Smoke             | Kajak egyes 500 m  | 2:11,50  | 2.       | erőnyerő | erőnyerő | 2:15,68 |          |
| Francine Fox Glorianne Perrier | Kajak kettes 500 m | 1:59,69  | 2.       | erőnyerő | erőnyerő | 1:59,16 |          |

## Kerékpározás

### Országúti kerékpározás
| Versenyző                                              | Versenyszám     | Idő                    | Helyezés      |
| ------------------------------------------------------ | --------------- | ---------------------- | ------------- |
| John Allis                                             | Mezőnyverseny   | 4:39:51,83 (+0:00,20)  | 75.           |
| Raymond Castilloux                                     | Mezőnyverseny   | nem ért célba          | nem ért célba |
| Michael Hiltner                                        | Mezőnyverseny   | 4:59:54,00 (+20:02,37) | 100.          |
| Thomas Montemage                                       | Mezőnyverseny   | nem ért célba          | nem ért célba |
| John Allis Michael Allen Wesley Chowen Michael Hiltner | Csapat időfutam | 2:40:30,13 (+13:58,94) | 20.           |

### Pálya-kerékpározás
Sprintverseny
| Versenyző    | Versenyszám  | 1. forduló                                        | 1. forduló | Vigaszág selejtező                                | Vigaszág selejtező | Vigaszág döntő       | Vigaszág döntő | Nyolcaddöntő           | Nyolcaddöntő | Vigaszág selejtező     | Vigaszág selejtező | Vigaszág döntő       | Vigaszág döntő | Negyeddöntő          | Elődöntő             | Döntő                | Helyezés    |
| Versenyző    | Versenyszám  | Ellenfelek Győztes idő                            | Hely.      | Ellenfelek Győztes idő                            | Hely.              | Ellenfél Győztes idő | Hely.          | Ellenfelek Győztes idő | Hely.        | Ellenfelek Győztes idő | Hely.              | Ellenfél Győztes idő | Hely.          | Ellenfél Győztes idő | Ellenfél Győztes idő | Ellenfél Győztes idő | Helyezés    |
| ------------ | ------------ | ------------------------------------------------- | ---------- | ------------------------------------------------- | ------------------ | -------------------- | -------------- | ---------------------- | ------------ | ---------------------- | ------------------ | -------------------- | -------------- | -------------------- | -------------------- | -------------------- | ----------- |
| Alan Grieco  | Férfi egyéni | Ivan Kučírek (TCH) · Roger Gibbon (TRI) · 11,60   | 3.         | Niels Fredborg (DEN) · José Mercado (MEX) · 12,31 | 2.                 | kiesett              | kiesett        | kiesett                | kiesett      | kiesett                | kiesett            | kiesett              | kiesett        | kiesett              | kiesett              | kiesett              | helyezetlen |
| Jackie Simes | Férfi egyéni | Szató Kacuhiko (JPN) · José Mercado (MEX) · 11,92 | 3.         | Willi Fuggerer (EUA) · 12,69                      | 2.                 | kiesett              | kiesett        | kiesett                | kiesett      | kiesett                | kiesett            | kiesett              | kiesett        | kiesett              | kiesett              | kiesett              | helyezetlen |

Időfutam
| Versenyző    | Versenyszám  | Idő     | Helyezés |
| ------------ | ------------ | ------- | -------- |
| William Kund | Férfi egyéni | 1:12,89 | 14.      |

Tandem
| Versenyző                 | Versenyszám     | 1. forduló | Vigaszág selejtező                                     | Vigaszág selejtező | Vigaszág döntő         | Vigaszág döntő | Negyeddöntő          | Elődöntő             | Döntő                | Helyezés    |
| Versenyző                 | Versenyszám     | Ellenfél Győztes idő                                                                                                  | Ellenfél Győztes idő                                   | Hely.              | Ellenfelek Győztes idő | Hely.          | Ellenfél Győztes idő | Ellenfél Győztes idő | Ellenfél Győztes idő | Helyezés    |
| ------------------------- | --------------- | --- | ------------------------------------------------------ | ------------------ | ---------------------- | -------------- | -------------------- | -------------------- | -------------------- | ----------- |
| Jack Disney Tim Mountford | Férfi kétüléses | Hollandia (NED) · Arie de Graaf · Piet van der Touw · Nagy-Britannia (GBR) · Karl Barton · Christopher Church · 11,29 | Csehszlovákia (TCH) · Karel Paar · Karel Štark · 10,77 | 2.                 | kiesett                | kiesett        | kiesett              | kiesett              | kiesett              | helyezetlen |

Üldözőversenyek
| Versenyző                                           | Versenyszám  | Selejtező | Selejtező | Selejtező | Negyeddöntő  | Negyeddöntő | Negyeddöntő | Elődöntő     | Elődöntő  | Elődöntő | Döntő        | Döntő     | Helyezés    |
| Versenyző                                           | Versenyszám  | Ellenfél Idő                                                                                                 | Saját idő | Hely.     | Ellenfél Idő | Saját idő   | Hely.       | Ellenfél Idő | Saját idő | Hely.    | Ellenfél Idő | Saját idő | Helyezés    |
| --------------------------------------------------- | ------------ | --- | --------- | --------- | ------------ | ----------- | ----------- | ------------ | --------- | -------- | ------------ | --------- | ----------- |
| Skip Cutting                                        | Férfi egyéni | Trần Văn Nen (VIE) · lekörözték                                                                              | 5:25,59   | 1.        | kiesett      | kiesett     | kiesett     | kiesett      | kiesett   | kiesett  | kiesett      | kiesett   | helyezetlen |
| Butch Martin Donald Nelsen Arnold Uhrlass Hans Wolf | Férfi csapat | Belgium (BEL) · Leopold Heuvelmans · Roland De Neve · Roland Van De Rijse · Albert Van Vlierberghe · 5:04,25 | 5:01,41   | 1.        | kiesett      | kiesett     | kiesett     | kiesett      | kiesett   | kiesett  | kiesett      | kiesett   | helyezetlen |

## Kosárlabda
| Amerikai férfi kosárlabdacsapat-játékoskeret                                        | Amerikai férfi kosárlabdacsapat-játékoskeret                                                   |
| ----------------------------------------------------------------------------------- | ---------------------------------------------------------------------------------------------- |
| - Jim Barnes - Bill Bradley - Larry Brown - Joe Caldwell - Mel Counts - Dick Davies | - Walt Hazzard - Lucious Jackson - Pete McCaffrey - Jeff Mullins - Jerry Shipp - George Wilson |

### Eredmények
Csoportkör
B csoport
| Csapat                 | M | Gy | V | P+  | P–  | Pk   |
| ---------------------- | - | -- | - | --- | --- | ---- |
| Egyesült Államok (USA) | 7 | 7  | 0 | 569 | 333 | +236 |
| Brazília (BRA)         | 7 | 5  | 2 | 473 | 452 | +21  |
| Jugoszlávia (YUG)      | 7 | 5  | 2 | 529 | 453 | +76  |
| Uruguay (URU)          | 7 | 4  | 3 | 472 | 482 | –10  |
| Finnország (FIN)       | 7 | 3  | 4 | 409 | 475 | –66  |
| Ausztrália (AUS)       | 7 | 2  | 5 | 434 | 460 | –26  |
| Peru (PER)             | 7 | 2  | 5 | 431 | 453 | –22  |
| Dél-Korea (KOR)        | 7 | 0  | 7 | 432 | 641 | –209 |

| 1964. október 11. 20:30 | Egyesült Államok (USA) | 78 – 45 | Ausztrália (AUS) |  |
| 1964. október 11. 20:30 | (36–20)                |         |                  |  |

| 1964. október 12. 16:00 | Egyesült Államok (USA) | 77 – 51 | Finnország (FIN) |  |
| 1964. október 12. 16:00 | (35–27)                |         |                  |  |

| 1964. október 13. 9:00 | Egyesült Államok (USA) | 60 – 45 | Peru (PER) |  |
| 1964. október 13. 9:00 | (37–18)                |         |            |  |

| 1964. október 14. 10:30 | Egyesült Államok (USA) | 83 – 28 | Uruguay (URU) |  |
| 1964. október 14. 10:30 | (50–13)                |         |               |  |

| 1964. október 16. 19:00 | Egyesült Államok (USA) | 69 – 61 | Jugoszlávia (YUG) |  |
| 1964. október 16. 19:00 | (35–34)                |         |                   |  |

| 1964. október 17. 19:00 | Egyesült Államok (USA) | 86 – 53 | Brazília (BRA) |  |
| 1964. október 17. 19:00 | (41–22)                |         |                |  |

| 1964. október 18. 10:30 | Egyesült Államok (USA) | 116 – 50 | Dél-Korea (KOR) |  |
| 1964. október 18. 10:30 | (70–23)                |          |                 |  |

Elődöntő
| 1964. október 21. 18:30 | Egyesült Államok (USA) | 62 – 42 | Puerto Rico (PUR) |  |
| 1964. október 21. 18:30 | (23–24)                |         |                   |  |

Döntő
| 1964. október 23. 20:00 | Egyesült Államok (USA) | 73 – 59 | Szovjetunió (URS) |  |
| 1964. október 23. 20:00 | (39–31)                |         |                   |  |

| Csapat                 | Helyezés |
| ---------------------- | -------- |
| Egyesült Államok (USA) |          |

## Lovaglás
Díjlovaglás
| Versenyző                                                   | Ló                             | Versenyszám | Selejtező | Selejtező | Döntő   | Döntő   | Végeredmény | Végeredmény |
| Versenyző                                                   | Ló                             | Versenyszám | Pont      | Hely.     | Pont    | Hely.   | Pont        | Helyezés    |
| ----------------------------------------------------------- | ------------------------------ | ----------- | --------- | --------- | ------- | ------- | ----------- | ----------- |
| Patricia Galvin                                             | Rath Patrick                   | Egyéni      | 783,0     | 8.        | kiesett | kiesett | 783,0       | 8.          |
| Karen McIntosh                                              | Malteser                       | Egyéni      | 640,0     | 17.       | kiesett | kiesett | 640,0       | 17.         |
| Jessica Newberry-Ransehousen                                | Forstrat                       | Egyéni      | 707,0     | 14.       | kiesett | kiesett | 707,0       | 14.         |
| Patricia Galvin Karen McIntosh Jessica Newberry-Ransehousen | Rath Patrick Malteser Forstrat | Csapat      |           |           |         |         | 2130,0      | 4.          |

Díjugratás
| Versenyző                                     | Ló                           | Versenyszám | 1. forduló | 1. forduló | 2. forduló | 2. forduló | Összesen | Összesen |
| Versenyző                                     | Ló                           | Versenyszám | Pont       | Hely.      | Pont       | Hely.      | Pont     | Helyezés |
| --------------------------------------------- | ---------------------------- | ----------- | ---------- | ---------- | ---------- | ---------- | -------- | -------- |
| Frank Chapot                                  | San Lucas                    | Egyéni      | 12,50      | 8.         | 8,00       | 3.         | 20,50    | 7.       |
| Kathryn Kusner                                | Untouchable                  | Egyéni      | 13,75      | 12.        | 16,00      | 17.        | 29,75    | 13.      |
| Mary Mairs-Chapot                             | Tomboy                       | Egyéni      | 44,50      | 38.        | 12,25      | 11.        | 56,75    | 33.      |
| Frank Chapot Kathryn Kusner Mary Mairs-Chapot | San Lucas Untouchable Tomboy | Csapat      | 70,75      | 9.         | 36,25      | 3.         | 107,00   | 6.       |

Lovastusa
| Versenyző                                | Ló                                  | Versenyszám | Díjlovaglás | Díjlovaglás | Tereplovaglás | Tereplovaglás | Díjugratás | Díjugratás | Végeredmény | Végeredmény |
| Versenyző                                | Ló                                  | Versenyszám | Bünt.       | Hely.       | Bünt.         | Hely.         | Bünt.      | Hely.      | Bünt.       | Helyezés    |
| ---------------------------------------- | ----------------------------------- | ----------- | ----------- | ----------- | ------------- | ------------- | ---------- | ---------- | ----------- | ----------- |
| Kevin Freeman                            | Gallopade                           | Egyéni      | -69,67      | 36.         | 96,80         | 9.            | -10,00     | 13.        | 17,13       | 12.         |
| Michael Page                             | Grasshopper                         | Egyéni      | -43,00      | 6.          | 90,40         | 13.           | 0,00       | 1.         | 47,40       | 4.          |
| Michael Plumb                            | Bold Minstrel                       | Egyéni      | -42,67      | 4.          | 44,00         | 23.           | 0,00       | 1.         | 1,33        | 15.         |
| Helena du Pont                           | Mr. Wister                          | Egyéni      | -52,33      | 10.         | -141,60       | 36.           | -30,00     | 26.        | -223,93     | 33.         |
| Kevin Freeman Michael Page Michael Plumb | Gallopade Grasshopper Bold Minstrel | Csapat      | -138,00     | 2.          | 231,20        | 4.            | -10,00     | 2.         | 65,86       |             |

## Műugrás
Férfi
| Versenyző          | Versenyszám        | Selejtező | Selejtező | Döntő   | Döntő    |
| Versenyző          | Versenyszám        | Pont      | Helyezés  | Pont    | Helyezés |
| ------------------ | ------------------ | --------- | --------- | ------- | -------- |
| Larry Andreasen    | Egyéni műugrás     | 100,31    | 2.        | 143,77  |          |
| Francis Gorman     | Egyéni műugrás     | 105,99    | 1.        | 157,63  |          |
| Kenneth Sitzberger | Egyéni műugrás     | 98,66     | 3.        | 159,90  |          |
| Thomas Gompf       | Egyéni toronyugrás | 92,79     | 7.        | 146,57  |          |
| Louis Vitucci      | Egyéni toronyugrás | 86,40     | 19.       | kiesett | kiesett  |
| Robert Webster     | Egyéni toronyugrás | 93,18     | 6.        | 148,58  |          |

Női
| Versenyző       | Versenyszám        | Selejtező | Selejtező | Döntő  | Döntő    |
| Versenyző       | Versenyszám        | Pont      | Helyezés  | Pont   | Helyezés |
| --------------- | ------------------ | --------- | --------- | ------ | -------- |
| Jeanne Collier  | Egyéni műugrás     | 89,94     | 3.        | 138,36 |          |
| Susanne Gossick | Egyéni műugrás     | 89,29     | 4.        | 129,70 | 4.       |
| Mary Willard    | Egyéni műugrás     | 92,68     | 2.        | 138,18 |          |
| Lesley Bush     | Egyéni toronyugrás | 53,78     | 1.        | 99,80  |          |
| Linda Cooper    | Egyéni toronyugrás | 47,80     | 8.        | 96,30  | 4.       |
| Barbara Talmage | Egyéni toronyugrás | 47,28     | 11.       | 89,60  | 8.       |

## Ökölvívás
| Versenyző             | Versenyszám   | Selejtező         | 32-es főtábla             | Nyolcaddöntő                   | Negyeddöntő                    | Elődöntő                       | Döntő                  | Helyezés |
| Versenyző             | Versenyszám   | Ellenfél Eredmény | Ellenfél Eredmény         | Ellenfél Eredmény              | Ellenfél Eredmény              | Ellenfél Eredmény              | Ellenfél Eredmény      | Helyezés |
| --------------------- | ------------- | ----------------- | ------------------------- | ------------------------------ | ------------------------------ | ------------------------------ | ---------------------- | -------- |
| Robert Carmody        | Légsúly       |                   | erőnyerő                  | Nam Singh Thapa (NEP) · RSC    | Otto Babiasch (EUA) · 4-1      | Fernando Atzori (ITA) · 1-4    | kiesett                |          |
| Louis Johnson         | Harmatsúly    |                   | Jan Huppen (NED) · 5-0    | Nicolae Puiu (ROU) · 0-5       | kiesett                        | kiesett                        | kiesett                | 9.       |
| Charles Brown         | Pehelysúly    |                   | Randall Hope (AUS) · 5-0  | Khiru Soeun (CAM) · 4-1        | José Antonio Duran (MEX) · 4-1 | Anthony Villanueva (PHI) · 1-4 | kiesett                |          |
| Ronald Harris         | Könnyűsúly    | erőnyerő          | Fawzi Hassan (RAU) · KO   | Siratori Kanemaru (JPN) · 5-0  | Rodolfo Arpon (PHI) · 5-0      | Józef Grudzień (POL) · 1-4     | kiesett                |          |
| Charles Ellis         | Kisváltósúly  | erőnyerő          | Heiko Winter (EUA) · 5-0  | Jevgenyij Frolov (URS) · 2-3   | kiesett                        | kiesett                        | kiesett                | 9.       |
| Maurice Frilot        | Váltósúly     |                   | Ernest Mabwa (UGA) · 0-5  | kiesett                        | kiesett                        | kiesett                        | kiesett                | 17.      |
| Tolman Gibson         | Nagyváltósúly |                   | Yot Sangthien (THA) · RSC | Eddie Davies (GHA) · 0-5       | kiesett                        | kiesett                        | kiesett                | 9.       |
| James Rosette         | Középsúly     |                   | erőnyerő                  | Joe Darkey (GHA) · 2-3         | kiesett                        | kiesett                        | kiesett                | 9.       |
| Robert Christopherson | Félnehézsúly  |                   | Barkat Ali (PAK) · 5-0    | Alekszej Kiszeljov (URS) · 0-5 | kiesett                        | kiesett                        | kiesett                | 9.       |
| Joe Frazier           | Nehézsúly     |                   |                           | George Oywello (UGA) · RSC     | Athol McQueen (AUS) · RSC      | Vagyim Jemeljanov (URS) · RSC  | Hans Huber (EUA) · 3-2 |          |

## Öttusa
| Versenyző                              | Versenyszám | Lovaglás | Lovaglás | Lovaglás | Vívás    | Vívás | Vívás | Lövészet | Lövészet | Lövészet | Úszás  | Úszás | Úszás | Futás   | Futás | Futás | Összesen    | Összesen |
| Versenyző                              | Versenyszám | Idő      | Pont     | Hely.    | Eredmény | Pont  | Hely. | Pontszám | Pont     | Hely.    | Idő    | Pont  | Hely. | Idő     | Pont  | Hely. | Összes pont | Helyezés |
| -------------------------------------- | ----------- | -------- | -------- | -------- | -------- | ----- | ----- | -------- | -------- | -------- | ------ | ----- | ----- | ------- | ----- | ----- | ----------- | -------- |
| David Kirkwood                         | Egyéni      | 3:13,7   | 1100     | 6.       | 21–15    | 784   | 13.   | 191      | 920      | 17.      | 4:11,5 | 945   | 27.   | 15:09,7 | 973   | 19.   | 4722        | 9.       |
| James Moore                            | Egyéni      | 3:03,5   | 1070     | 16.      | 18–18    | 676   | 20.   | 193      | 960      | 12.      | 4:02,4 | 990   | 15.   | 13:55,0 | 1195  | 2.    | 4891        | 6.       |
| Paul Pesthy                            | Egyéni      | 3:14,7   | 1070     | 18.      | 22–14    | 820   | 7.    | 183      | 760      | 29.      | 4:04,9 | 980   | 18.   | 15:12,1 | 964   | 20.   | 4594        | 16.      |
| David Kirkwood James Moore Paul Pesthy | Csapat      |          | 3240     | 3.       |          | 2262  | 4.    |          | 2640     | 5.       |        | 2915  | 6.    |         | 3132  | 3.    | 14189       |          |

## Röplabda

### Férfi
| Amerikai férfi röplabdacsapat-játékoskeret                                                  | Amerikai férfi röplabdacsapat-játékoskeret                                               |
| ------------------------------------------------------------------------------------------- | ---------------------------------------------------------------------------------------- |
| - Mike Bright - Barry Brown - Keith Erickson - Bill Griebenow - Dick Hammer - Jake Highland | - Ron Lang - Chuck Nelson - Mike O'Hara - Ernie Suwara - John Taylor - Pete Velasco, Jr. |

#### Eredmények
Csoportkör
| 1964. október 13. 11:15 | Hollandia (NED)      | 0 – 3 | Egyesült Államok (USA) |  |
| 1964. október 13. 11:15 | (10–15, 13–15, 6–15) |       |                        |  |

| 1964. október 14. 17:15 | Egyesült Államok (USA)            | 3 – 2 | Dél-Korea (KOR) |  |
| 1964. október 14. 17:15 | (16–14, 4–15, 4–15, 15–10, 15–11) |       |                 |  |

| 1964. október 15. 20:10 | Egyesült Államok (USA) | 0 – 3 | Magyarország (HUN) |  |
| 1964. október 15. 20:10 | (12–15, 13–15, 8–15)   |       |                    |  |

| 1964. október 17. 13:30 | Csehszlovákia (TCH)  | 3 – 0 | Egyesült Államok (USA) |  |
| 1964. október 17. 13:30 | (15–7, 15–13, 16–14) |       |                        |  |

| 1964. október 18. 16:00 | Egyesült Államok (USA)       | 1 – 3 | Japán (JPN) |  |
| 1964. október 18. 16:00 | (12–15, 10–15, 15–13, 11–15) |       |             |  |

| 1964. október 19. 11:15 | Bulgária (BUL)      | 3 – 0 | Egyesült Államok (USA) |  |
| 1964. október 19. 11:15 | (15–9, 15–13, 15–7) |       |                        |  |

| 1964. október 21. 19:15 | Szovjetunió (URS)  | 3 – 0 | Egyesült Államok (USA) |  |
| 1964. október 21. 19:15 | (15–6, 15–5, 15–4) |       |                        |  |

| 1964. október 22. 17:15 | Brazília (BRA)                  | 3 – 2 | Egyesült Államok (USA) |  |
| 1964. október 22. 17:15 | (5–15, 11–15, 15–9, 15–6, 15–9) |       |                        |  |

| 1964. október 23. 13:15 | Egyesült Államok (USA)      | 1 – 3 | Románia (ROU) |  |
| 1964. október 23. 13:15 | (15–11, 9–15, 11–15, 13–15) |       |               |  |

|          |                        |      | Mérkőzések | Mérkőzések | Szettek | Szettek | Szettek | Pontok | Pontok | Pontok |
| Helyezés | Csapat                 | Pont | Gy         | V          | Sz+     | Sz–     | SzA     | P+     | P–     | PA     |
| -------- | ---------------------- | ---- | ---------- | ---------- | ------- | ------- | ------- | ------ | ------ | ------ |
| Arany    | Szovjetunió (URS)      | 17   | 8          | 1          | 25      | 5       | 5,000   | 415    | 279    | 1,487  |
| Ezüst    | Csehszlovákia (TCH)    | 17   | 8          | 1          | 26      | 10      | 2,600   | 486    | 399    | 1,218  |
| Bronz    | Japán (JPN)            | 16   | 7          | 2          | 22      | 12      | 1,833   | 475    | 372    | 1,277  |
| 4.       | Románia (ROU)          | 15   | 6          | 3          | 19      | 15      | 1,267   | 432    | 394    | 1,096  |
| 5.       | Bulgária (BUL)         | 14   | 5          | 4          | 20      | 16      | 1,250   | 464    | 429    | 1,082  |
| 6.       | Magyarország (HUN)     | 13   | 4          | 5          | 18      | 18      | 1,000   | 449    | 466    | 0,964  |
| 7.       | Brazília (BRA)         | 12   | 3          | 6          | 13      | 23      | 0,565   | 410    | 474    | 0,865  |
| 8.       | Hollandia (NED)        | 11   | 2          | 7          | 11      | 24      | 0,458   | 378    | 482    | 0,784  |
| 9.       | Egyesült Államok (USA) | 11   | 2          | 7          | 10      | 23      | 0,435   | 360    | 450    | 0,800  |
| 10.      | Dél-Korea (KOR)        | 9    | 0          | 9          | 9       | 27      | 0,333   | 376    | 500    | 0,752  |

| Csapat                 | Helyezés |
| ---------------------- | -------- |
| Egyesült Államok (USA) | 9.       |

### Női
| Amerikai női röplabdacsapat-játékoskeret                                                            | Amerikai női röplabdacsapat-játékoskeret                                                |
| --------------------------------------------------------------------------------------------------- | --------------------------------------------------------------------------------------- |
| - Patti Bright - Jean Gaertner - Lou Sara Galloway - Barbie Harwerth - Linda Murphy - Gail O'Rourke | - Nancy Owen - Mary Jo Peppler - Mary Perry - Sharon Peterson - Neda Thomas - Jane Ward |

#### Eredmények
Csoportkör
| 1964. október 11. 15:15 | Egyesült Államok (USA) | 0 – 3 | Japán (JPN) |  |
| 1964. október 11. 15:15 | (1–15, 5–15, 2–15)     |       |             |  |

| 1964. október 12. 17:15 | Egyesült Államok (USA) | 0 – 3 | Lengyelország (POL) |  |
| 1964. október 12. 17:15 | (3–15, 4–15, 10–15)    |       |                     |  |

| 1964. október 13. 17:15 | Románia (ROU)      | 3 – 0 | Egyesült Államok (USA) |  |
| 1964. október 13. 17:15 | (15–9, 15–1, 15–2) |       |                        |  |

| 1964. október 17. 13:15 | Szovjetunió (URS)  | 3 – 0 | Egyesült Államok (USA) |  |
| 1964. október 17. 13:15 | (15–1, 15–8, 15–7) |       |                        |  |

| 1964. október 21. 11:15 | Dél-Korea (KOR)      | 0 – 3 | Egyesült Államok (USA) |  |
| 1964. október 21. 11:15 | (7–15, 13–15, 13–15) |       |                        |  |

|          |                        |      | Mérkőzések | Mérkőzések | Szettek | Szettek | Szettek | Pontok | Pontok | Pontok |
| Helyezés | Csapat                 | Pont | Gy         | V          | Sz+     | Sz–     | SzA     | P+     | P–     | PA     |
| -------- | ---------------------- | ---- | ---------- | ---------- | ------- | ------- | ------- | ------ | ------ | ------ |
| Arany    | Japán (JPN)            | 10   | 5          | 0          | 15      | 1       | 15,000  | 238    | 93     | 2,559  |
| Ezüst    | Szovjetunió (URS)      | 9    | 4          | 1          | 12      | 3       | 4,000   | 212    | 97     | 2,186  |
| Bronz    | Lengyelország (POL)    | 8    | 3          | 2          | 10      | 6       | 1,667   | 180    | 162    | 1,111  |
| 4.       | Románia (ROU)          | 7    | 2          | 3          | 6       | 9       | 0,667   | 140    | 172    | 0,814  |
| 5.       | Egyesült Államok (USA) | 6    | 1          | 4          | 3       | 12      | 0,250   | 98     | 213    | 0,460  |
| 6.       | Dél-Korea (KOR)        | 5    | 0          | 5          | 0       | 15      | 0,000   | 94     | 225    | 0,418  |

| Csapat                 | Helyezés |
| ---------------------- | -------- |
| Egyesült Államok (USA) | 5.       |

## Sportlövészet
Férfi
| Versenyző         | Versenyszám                    | Pont | Helyezés |
| ----------------- | ------------------------------ | ---- | -------- |
| William McMillan  | Gyorstüzelő pisztoly           | 586  | 12.      |
| Edwin Teague      | Gyorstüzelő pisztoly           | 583  | 17.      |
| Franklin Green    | Szabadpisztoly                 | 557  |          |
| T. D. Smith       | Szabadpisztoly                 | 548  | 8.       |
| Tommy Pool        | Sportpuska, fekvő              | 596  |          |
| Tommy Pool        | Sportpuska, összetett          | 1147 | 6.       |
| Lones Wigger      | Sportpuska, összetett          | 1164 |          |
| Lones Wigger      | Sportpuska, fekvő              | 597  |          |
| Gary Anderson     | Szabadpuska, összetett (300 m) | 1153 |          |
| Martin Gunnarsson | Szabadpuska, összetett (300 m) | 1136 |          |
| Frank Little      | Trap                           | 187  | 21.      |
| William Morris    | Trap                           | 194  |          |

## Súlyemelés
| Versenyző          | Versenyszám | Nyomás   | Nyomás   | Szakítás                 | Szakítás                 | Lökés    | Lökés    | Összesen | Helyezés |
| Versenyző          | Versenyszám | Eredmény | Helyezés | Eredmény                 | Helyezés                 | Eredmény | Helyezés | Összesen | Helyezés |
| ------------------ | ----------- | -------- | -------- | ------------------------ | ------------------------ | -------- | -------- | -------- | -------- |
| Isaac Berger       | 60 kg       | 122,5    | 1.       | 107,5                    | 6.                       | 152,5    | 1.       | 382,5    |          |
| Tony Garcy         | 67,5 kg     | 127,5    | 5.       | 125,0                    | 3.                       | 160,0    | 3.       | 412,5    | 4.       |
| Gary Cleveland     | 82,5 kg     | 152,5    | 2.       | 135,0                    | 4.                       | 167,5    | 8.       | 455,0    | 5.       |
| William March      | 90 kg       | 155,0    | 2.       | 135,0                    | 5.                       | 177,5    | 6.       | 467,5    | 4.       |
| Lou Riecke         | 90 kg       | 147,5    | 5.       | érvényes kísérlet nélkül | érvényes kísérlet nélkül | kiesett  | kiesett  | kiesett  | kiesett  |
| Gary Gubner        | +90 kg      | 175,0    | 4.       | 150,0                    | 4.                       | 187,5    | 6.       | 512,5    | 4.       |
| Norbert Schemansky | +90 kg      | 180,0    | 3.       | 165,0                    | 2.                       | 192,5    | 3.       | 537,5    |          |

## Torna
Férfi
| Versenyző                                                                     | Versenyszám      | Selejtező | Selejtező | Döntő    | Döntő    |
| Versenyző                                                                     | Versenyszám      | Pontszám  | Helyezés  | Pontszám | Helyezés |
| ----------------------------------------------------------------------------- | ---------------- | --------- | --------- | -------- | -------- |
| Larry Banner                                                                  | Talaj            | 18,10     | 69.       | kiesett  | kiesett  |
| Larry Banner                                                                  | Ugrás            | 18,75     | 54.       | kiesett  | kiesett  |
| Larry Banner                                                                  | Korlát           | 18,35     | 68.       | kiesett  | kiesett  |
| Larry Banner                                                                  | Nyújtó           | 18,50     | 47.       | kiesett  | kiesett  |
| Larry Banner                                                                  | Gyűrű            | 18,05     | 57.       | kiesett  | kiesett  |
| Larry Banner                                                                  | Lólengés         | 18,30     | 45.       | kiesett  | kiesett  |
| Larry Banner                                                                  | Egyéni összetett |           |           | 110,05   | 55.*     |
| Ron Barak                                                                     | Talaj            | 18,35     | 54.       | kiesett  | kiesett  |
| Ron Barak                                                                     | Ugrás            | 18,45     | 95.       | kiesett  | kiesett  |
| Ron Barak                                                                     | Korlát           | 18,65     | 45.       | kiesett  | kiesett  |
| Ron Barak                                                                     | Nyújtó           | 18,75     | 31.       | kiesett  | kiesett  |
| Ron Barak                                                                     | Gyűrű            | 18,65     | 25.       | kiesett  | kiesett  |
| Ron Barak                                                                     | Lólengés         | 18,10     | 67.       | kiesett  | kiesett  |
| Ron Barak                                                                     | Egyéni összetett |           |           | 110,95   | 39.*     |
| Rusty Mitchell                                                                | Talaj            | 19,00     | 12.       | kiesett  | kiesett  |
| Rusty Mitchell                                                                | Ugrás            | 18,90     | 36.       | kiesett  | kiesett  |
| Rusty Mitchell                                                                | Korlát           | 18,10     | 87.       | kiesett  | kiesett  |
| Rusty Mitchell                                                                | Nyújtó           | 18,05     | 73.       | kiesett  | kiesett  |
| Rusty Mitchell                                                                | Gyűrű            | 18,70     | 23.       | kiesett  | kiesett  |
| Rusty Mitchell                                                                | Lólengés         | 18,45     | 39.       | kiesett  | kiesett  |
| Rusty Mitchell                                                                | Egyéni összetett |           |           | 110,20   | 32.*     |
| Makoto Sakamoto                                                               | Talaj            | 18,40     | 52.       | kiesett  | kiesett  |
| Makoto Sakamoto                                                               | Ugrás            | 18,95     | 30.       | kiesett  | kiesett  |
| Makoto Sakamoto                                                               | Korlát           | 18,90     | 25.       | kiesett  | kiesett  |
| Makoto Sakamoto                                                               | Nyújtó           | 18,85     | 26.       | kiesett  | kiesett  |
| Makoto Sakamoto                                                               | Gyűrű            | 18,80     | 18.       | kiesett  | kiesett  |
| Makoto Sakamoto                                                               | Lólengés         | 18,50     | 36.       | kiesett  | kiesett  |
| Makoto Sakamoto                                                               | Egyéni összetett |           |           | 112,40   | 20.      |
| Art Shurlock                                                                  | Talaj            | 17,35     | 100.      | kiesett  | kiesett  |
| Art Shurlock                                                                  | Ugrás            | 18,80     | 48.       | kiesett  | kiesett  |
| Art Shurlock                                                                  | Korlát           | 17,65     | 99.       | kiesett  | kiesett  |
| Art Shurlock                                                                  | Nyújtó           | 18,15     | 71.       | kiesett  | kiesett  |
| Art Shurlock                                                                  | Gyűrű            | 18,30     | 46.       | kiesett  | kiesett  |
| Art Shurlock                                                                  | Lólengés         | 18,85     | 10.       | kiesett  | kiesett  |
| Art Shurlock                                                                  | Egyéni összetett |           |           | 109,10   | 68.      |
| Greg Weiss                                                                    | Talaj            | 18,45     | 46.       | kiesett  | kiesett  |
| Greg Weiss                                                                    | Ugrás            | 18,80     | 48.       | kiesett  | kiesett  |
| Greg Weiss                                                                    | Korlát           | 18,80     | 30.       | kiesett  | kiesett  |
| Greg Weiss                                                                    | Nyújtó           | 17,25     | 99.       | kiesett  | kiesett  |
| Greg Weiss                                                                    | Gyűrű            | 18,55     | 31.       | kiesett  | kiesett  |
| Greg Weiss                                                                    | Lólengés         | 18,05     | 69.       | kiesett  | kiesett  |
| Greg Weiss                                                                    | Egyéni összetett |           |           | 109,90   | 59.      |
| Larry Banner Ron Barak Rusty Mitchell Makoto Sakamoto Art Shurlock Greg Weiss | Csapat összetett |           |           | 556,95   | 7.       |

Női
| Versenyző                                                                                      | Versenyszám      | Selejtező | Selejtező | Döntő    | Döntő    |
| Versenyző                                                                                      | Versenyszám      | Pontszám  | Helyezés  | Pontszám | Helyezés |
| ---------------------------------------------------------------------------------------------- | ---------------- | --------- | --------- | -------- | -------- |
| Kathy Corrigan                                                                                 | Talaj            | 18,032    | 59.       | kiesett  | kiesett  |
| Kathy Corrigan                                                                                 | Ugrás            | 18,700    | 28.       | kiesett  | kiesett  |
| Kathy Corrigan                                                                                 | Felemás korlát   | 18,033    | 54.       | kiesett  | kiesett  |
| Kathy Corrigan                                                                                 | Gerenda          | 18,066    | 59.       | kiesett  | kiesett  |
| Kathy Corrigan                                                                                 | Egyéni összetett |           |           | 72,831   | 51.      |
| Muriel Davis-Grossfeld                                                                         | Talaj            | 18,866    | 16.       | kiesett  | kiesett  |
| Muriel Davis-Grossfeld                                                                         | Ugrás            | 17,400    | 74.       | kiesett  | kiesett  |
| Muriel Davis-Grossfeld                                                                         | Felemás korlát   | 17,399    | 62.       | kiesett  | kiesett  |
| Muriel Davis-Grossfeld                                                                         | Gerenda          | 18,399    | 43.       | kiesett  | kiesett  |
| Muriel Davis-Grossfeld                                                                         | Egyéni összetett |           |           | 72,064   | 58.*     |
| Dale McClements                                                                                | Talaj            | 18,666    | 25.       | kiesett  | kiesett  |
| Dale McClements                                                                                | Ugrás            | 18,866    | 18.       | kiesett  | kiesett  |
| Dale McClements                                                                                | Felemás korlát   | 18,299    | 42.       | kiesett  | kiesett  |
| Dale McClements                                                                                | Gerenda          | 18,233    | 54.       | kiesett  | kiesett  |
| Dale McClements                                                                                | Egyéni összetett |           |           | 74,064   | 34.      |
| Linda Metheny                                                                                  | Talaj            | 18,333    | 46.       | kiesett  | kiesett  |
| Linda Metheny                                                                                  | Ugrás            | 18,266    | 56.       | kiesett  | kiesett  |
| Linda Metheny                                                                                  | Felemás korlát   | 18,700    | 19.       | kiesett  | kiesett  |
| Linda Metheny                                                                                  | Gerenda          | 18,699    | 22.       | kiesett  | kiesett  |
| Linda Metheny                                                                                  | Egyéni összetett |           |           | 73,998   | 36.      |
| Janie Speaks                                                                                   | Talaj            | 18,366    | 43.       | kiesett  | kiesett  |
| Janie Speaks                                                                                   | Ugrás            | 18,433    | 47.       | kiesett  | kiesett  |
| Janie Speaks                                                                                   | Felemás korlát   | 16,699    | 69.       | kiesett  | kiesett  |
| Janie Speaks                                                                                   | Gerenda          | 18,366    | 44.       | kiesett  | kiesett  |
| Janie Speaks                                                                                   | Egyéni összetett |           |           | 71,864   | 62.      |
| Marie Walther                                                                                  | Talaj            | 18,633    | 29.       | kiesett  | kiesett  |
| Marie Walther                                                                                  | Ugrás            | 18,266    | 56.       | kiesett  | kiesett  |
| Marie Walther                                                                                  | Felemás korlát   | 16,866    | 66.       | kiesett  | kiesett  |
| Marie Walther                                                                                  | Gerenda          | 18,266    | 49.       | kiesett  | kiesett  |
| Marie Walther                                                                                  | Egyéni összetett |           |           | 72,031   | 60.      |
| Kathy Corrigan Muriel Davis-Grossfeld Dale McClements Linda Metheny Janie Speaks Marie Walther | Csapat összetett |           |           | 367,321  | 9.       |

* - egy másik versenyzővel azonos eredményt ért el

## Úszás
Férfi
| Versenyző | Versenyszám            | Előfutam | Előfutam | Előfutam | Elődöntő | Elődöntő | Elődöntő | Döntő   | Döntő    |
| Versenyző | Versenyszám            | Idő      | Hely.    | Össz.    | Idő      | Hely.    | Össz.    | Idő     | Helyezés |
| --- | ---------------------- | -------- | -------- | -------- | -------- | -------- | -------- | ------- | -------- |
| Michael Austin | 100 m gyors            | 54,9     | 1.       | 4.       | 54,3     | 2.       | 3.**     | 54,5    | 6.       |
| Gary Ilman | 100 m gyors            | 54,0     | 1.       | 1.       | 53,9     | 1.       | 1.       | 54,0    | 4.       |
| Don Schollander | 100 m gyors            | 54,3     | 1.       | 2.       | 54,0     | 1.       | 2.       | 53,4    |          |
| Don Schollander | 400 m gyors            | 4:15,8   | 1.       | 1.       |          |          |          | 4:12,2  |          |
| John Nelson | 400 m gyors            | 4:19,9   | 1.       | 6.       |          |          |          | 4:16,9  | 5.       |
| John Nelson | 1500 m gyors           | 17:22,4  | 1.       | 2.       |          |          |          | 17:03,0 |          |
| William Farley | 1500 m gyors           | 17:30,5  | 1.       | 7.       |          |          |          | 17:18,2 | 4.       |
| Roy Saari | 1500 m gyors           | 17:27,0  | 1.       | 4.       |          |          |          | 17:29,2 | 7.       |
| Roy Saari | 400 m gyors            | 4:20,0   | 1.       | 7.       |          |          |          | 4:16,7  | 4.       |
| Roy Saari | 400 m vegyes           | 5:02,3   | 1.       | 5.       |          |          |          | 4:47,1  |          |
| Richard Roth | 400 m vegyes           | 5:01,3   | 2.       | 4.       |          |          |          | 4:45,4  |          |
| Carl Robie | 400 m vegyes           | 4:52,0   | 1.       | 1.       |          |          |          | 4:51,4  | 4.       |
| Carl Robie | 200 m pillangó         | 2:10,0   | 1.       | 1.       | 2:09,3   | 1.       | 1.       | 2:07,5  |          |
| Philip Riker | 200 m pillangó         | 2:12,6   | 1.       | 4.       | 2:09,9   | 2.       | 3.       | 2:11,0  | 4.       |
| Frederick Schmidt | 200 m pillangó         | 2:13,3   | 2.       | 7.       | 2:11,5   | 2.       | 4.       | 2:09,3  |          |
| Robert Bennett | 200 m hát              | 2:16,1   | 1.       | 5.       | 2:16,3   | 4.       | 8.       | 2:13,1  |          |
| Gary Dilley | 200 m hát              | 2:14,2   | 1.       | 1.       | 2:13,8   | 1.       | 2.       | 2:10,5  |          |
| Jed Graef | 200 m hát              | 2:14,5   | 1.       | 2.       | 2:13,7   | 1.       | 1.       | 2:10,3  |          |
| Wayne Anderson | 200 m mell             | 2:31,5   | 1.       | 5.       | 2:32,6   | 2.       | 5.       | 2:35,0  | 7.       |
| Chester Jastremski                                                                                                   | 200 m mell             | 2:30,5   | 1.       | 3.       | 2:32,1   | 1.       | 4.       | 2:29,6  |          |
| Tom Trethewey | 200 m mell             | 2:33,4   | 2.       | 7.       | 2:34,5   | 5.       | 10.*     | kiesett | kiesett  |
| Steve Clark Michael Austin Gary Ilman Don Schollander Lary Schulhof                                                  | 4 × 100 m gyorsváltó   | 3:38,8   | 1.       | 1.       |          |          |          | 3:33,2  |          |
| Steve Clark Roy Saari Gary Ilman Don Schollander William Mettler David Lyons Michael Wall Edward Townsend            | 4 × 200 m gyorsváltó   | 8:09,0   | 1.       | 1.       |          |          |          | 7:52,1  |          |
| Thompson Mann Bill Craig Frederick Schmidt Steve Clark Richard McGeagh Virgil Luken Walter Richardson Robert Bennett | 4 × 100 m vegyes váltó | 4:05,1   | 1.       | 1.       |          |          |          | 3:58,4  |          |

Női
| Versenyző | Versenyszám            | Előfutam | Előfutam | Előfutam | Elődöntő | Elődöntő | Elődöntő | Döntő   | Döntő    |
| Versenyző | Versenyszám            | Idő      | Hely.    | Össz.    | Idő      | Hely.    | Össz.    | Idő     | Helyezés |
| --- | ---------------------- | -------- | -------- | -------- | -------- | -------- | -------- | ------- | -------- |
| Jeanne Hallock | 100 m gyors            | 1:03,6   | 6.       | 14.      | 1:02,9   | 5.       | 9.       | kiesett | kiesett  |
| Kathleen Ellis | 100 m gyors            | 1:01,5   | 1.       | 2.       | 1:02,5   | 3.       | 7.       | 1:00,8  |          |
| Kathleen Ellis | 100 m pillangó         | 1:07,8   | 1.       | 3.*      | 1:07,2   | 1.       | 3.       | 1:06,0  |          |
| Sharon Stouder | 100 m pillangó         | 1:07,0   | 1.       | 1.       | 1:05,6   | 1.       | 1.       | 1:04,7  |          |
| Sharon Stouder | 100 m gyors            | 1:02,3   | 1.       | 4.       | 1:01,4   | 1.       | 2.       | 59,9    |          |
| Marilyn Ramenofsky | 400 m gyors            | 4:47,7   | 1.       | 1.       |          |          |          | 4:44,6  |          |
| Terri Lee Stickles | 400 m gyors            | 4:49,3   | 1.       | 3.       |          |          |          | 4:47,2  |          |
| Virginia Duenkel | 400 m gyors            | 4:48,6   | 1.       | 2.       |          |          |          | 4:43,3  |          |
| Virginia Duenkel | 100 m hát              | 1:08,9   | 1.       | 3.       |          |          |          | 1:08,0  |          |
| Cathy Ferguson | 100 m hát              | 1:08,8   | 1.       | 2.       |          |          |          | 1:07,7  |          |
| Nina Harmer | 100 m hát              | 1:09,8   | 1.       | 5.       |          |          |          | 1:09,4  | 5.       |
| Tamara Hazleton | 200 m mell             | 2:55,0   | 4.       | 14.      |          |          |          | kiesett | kiesett  |
| Sandy Nitta | 200 m mell             | 2:58,4   | 4.       | 18.      |          |          |          | kiesett | kiesett  |
| Claudia Kolb | 200 m mell             | 2:49,7   | 3.       | 5.       |          |          |          | 2:47,6  |          |
| Sharon Finneran | 400 m vegyes           | 5:32,7   | 2.       | 6.       |          |          |          | 5:24,1  |          |
| Martha Randall | 400 m vegyes           | 5:27,8   | 1.       | 3.       |          |          |          | 5:24,2  |          |
| Donna de Varona | 400 m vegyes           | 5:24,2   | 1.       | 1.       |          |          |          | 5:18,7  |          |
| Donna de Varona | 100 m pillangó         | 1:07,5   | 1.       | 2.       | 1:07,7   | 2.       | 4.       | 1:08,0  | 5.       |
| Sharon Stouder Donna de Varona Lillian Watson Kathleen Ellis Jeanne Hallock Erika Bricker Lynne Allsup Patience Sherman | 4 × 100 m gyorsváltó   | 4:12,2   | 1.       | 2.       |          |          |          | 4:03,8  |          |
| Cathy Ferguson Cynthia Goyette Sharon Stouder Kathleen Ellis Nina Harmer Judith Reeder Susan Pitt Lillian Watson        | 4 × 100 m vegyes váltó | 4:41,6   | 1.       | 3.       |          |          |          | 4:33,9  |          |

* - egy másik versenyzővel azonos időt ért el

** - öt másik versenyzővel azonos időt ért el

## Vitorlázás
Nyílt
| Versenyző                                         | Versenyszám     | Futam | Futam | Futam | Futam | Futam | Futam | Futam | Pontszám | Helyezés |
| Versenyző                                         | Versenyszám     | 1     | 2     | 3     | 4     | 5     | 6     | 7     | Pontszám | Helyezés |
| ------------------------------------------------- | --------------- | ----- | ----- | ----- | ----- | ----- | ----- | ----- | -------- | -------- |
| Peter Barrett                                     | Finn dingi      | 1620  | 1142  | (101) | 774   | 1142  | 921   | 774   | 6373     |          |
| Richard Stearns Lynn Williams                     | Csillaghajó     | 486   | (428) | 1331  | 1030  | 854   | 854   | 1030  | 5585     |          |
| William Bentsen Harry Melges                      | Repülő hollandi | 423   | 1122  | (101) | 1122  | 1122  | 946   | 423   | 5158     |          |
| Joseph Batchelder John J. McNamara Francis Scully | 5,5 méteres     | 277   | 1277  | 1277  | 499   | 976   | 800   | (101) | 5106     |          |
| Richard Deaver Lowell North Charles Rogers        | Sárkányhajó     | 986   | 764   | 1463  | 986   | (560) | 764   | 560   | 5523     |          |

## Vívás
Férfi
| Versenyző                                                                   | Versenyszám       | Csoportkör | Csoportkör | Csoportkör | Csoportkör | Elődöntő                      | Elődöntő                 | Elődöntő                                            | Döntő             | Helyezés    |
| Versenyző                                                                   | Versenyszám       | 1. kör | 1. kör     | 2. kör | 2. kör     | 3. kör                        | 4. kör                   | 5. kör                                              | Döntő             | Helyezés    |
| Versenyző                                                                   | Versenyszám       | Ellenfél Eredmény | Hely.      | Ellenfél Eredmény | Hely.      | Ellenfél Eredmény             | Ellenfél Eredmény        | Ellenfél Eredmény                                   | Ellenfél Eredmény | Helyezés    |
| --------------------------------------------------------------------------- | ----------------- | --- | ---------- | --- | ---------- | ----------------------------- | ------------------------ | --------------------------------------------------- | ----------------- | ----------- |
| Albert Axelrod                                                              | Tőr, egyéni       | I. csoport · Tănase Mureșanu (ROU) · 4-5 · Viktor Zsdanovics (URS) · 5-2 · Kim Mansik (Kim Man-Sig) (KOR) · 5-2 · Adolfo Bisellach (ARG) · 5-0 · Dieter Schmitt (EUA) · 3-5 | 2.         | E. csoport · Allan Jay (GBR) · 5-2 · Nasser Madani (IRI) · 5-2 · Ryszard Parulski (POL) · 5-4 · Jacky Courtillat (FRA) · 5-1 · Szabó Sándor (HUN) · 2-5                                                                                 | 1.         | Tabucsi Kazuhiko (JPN) · 10-5 | Egon Franke (POL) · 9-10 | kiesett                                             | kiesett           | 9.          |
| Herbert Cohen                                                               | Tőr, egyéni       | A. csoport · German Szvesnyikov (URS) · 2-5 · Jean-Claude Magnan (FRA) · 1-5 · Mohamed Gamil El-Kalyoubi (RAU) · 5-1 · Han Mjongszok (Han Myeong-Seok) (KOR) · 5-2 · David McKenzie (AUS) · 3-5 · Rájátszás: · Mohamed Gamil El-Kalyoubi (RAU) · 5-1 · David McKenzie (AUS) · 2-5 | 3.         | D. csoport · Tim Gerresheim (EUA) · 2-5 · Daniel Revenu (FRA) · 3-5 · Tănase Mureșanu (ROU) · 5-2 · Pasquale La Ragione (ITA) · 5-2 · Mano Kazuo (JPN) · 1-5 · Rájátszás: · Mano Kazuo (JPN) · 5-3 · Tănase Mureșanu (ROU) · 5-1        | 3.         | Ókava Heizaburó (JPN) · 4-10  | kiesett                  | kiesett                                             | kiesett           | 17.         |
| Edwin Richards                                                              | Tőr, egyéni       | G. csoport · Kamuti Jenő (HUN) · 4-5 · Roland Losert (AUT) · 2-5 · Alexander Leckie (GBR) · 4-5 · Ignacio Posada (COL) · 3-5 · John Bouchier-Hayes (IRL) · 5-2 | 5.         | kiesett | kiesett    | kiesett                       | kiesett                  | kiesett                                             | kiesett           | helyezetlen |
| Frank Anger                                                                 | Párbajtőr, egyéni | D. csoport · Bohdan Gonsior (POL) · 2-5 · Michel Saykali (LIB) · 3-5 · Rudolf Trost (AUT) · 4-5 · Haukler István (ROU) · 2-5 · Gianluigi Saccaro (ITA) · 5-4 · John Andru (CAN) · 5-1 · Shahpour Zarnegar (IRI) · 5-2                                                             | 6.         | kiesett | kiesett    | kiesett                       | kiesett                  | kiesett                                             | kiesett           | helyezetlen |
| David Micahnik                                                              | Párbajtőr, egyéni | G. csoport · Tabucsi Kazuhiko (JPN) · 4-5 · Michel Steininger (SUI) · 1-5 · Kausz István (HUN) · 3-5 · Jacques Guittet (FRA) · 5-2 · Russell Hobby (AUS) · 5-3 · Sergio Jimenez (CHI) · 5-3 · Emilio Echeverry (COL) · 5-4                                                        | 5.         | B. csoport · Bill Hoskyns (GBR) · 3-5 · Göran Abrahamsson (SWE) · 5-5 · Hrihorij Krissz (URS) · 5-2 · Alberto Pellegrino (ITA) · 5-4 · Kausz István (HUN) · 5-4 · Yves Dreyfus (FRA) · 2-5 · Rájátszás: · Göran Abrahamsson (SWE) · 4-5 | 5.         | kiesett                       | kiesett                  | kiesett                                             | kiesett           | helyezetlen |
| Paul Pesthy                                                                 | Párbajtőr, egyéni | H. csoport · Bill Hoskyns (GBR) · 0-5 · Nemere Zoltán (HUN) · 3-5 · Sin Duho (Sin Du-Ho) (KOR) · 5-2 · Araki Tosiaki (JPN) · 5-3 · Aquiles Gloffka (CHI) · 5-2 · Jesús Taboada (ARG) · 5-0 · Wiesław Glos (POL) · 3-5                                                             | 3.         | F. csoport · Franz Rompza (EUA) · 2-5 · Walter Bar (SUI) · 4-5 · John Humphreys (AUS) · 4-5 · Allan Jay (GBR) · 2-5 · Henryk Nielaba (POL) · 5-3                                                                                        | 6.         | kiesett                       | kiesett                  | kiesett                                             | kiesett           | helyezetlen |
| Hámori Jenő                                                                 | Kard, egyéni      | B. csoport · Jerzy Pawłowski (POL) · 1-5 · Cesare Salvadori (ITA) · 5-2 · Octavian Vintilă (ROU) · 5-0 · Jan Boutmy (AHO) · 5-0 · Nguyễn The Loc (VIE) · 5-0 · Ronnie Theseira (MAS) · 5-0                                                                                        | 2.         | D. csoport · Emil Ochyra (POL) · 2-5 · Bakonyi Péter (HUN) · 1-5 · Cesare Salvadori (ITA) · 4-5 · Tănase Mureșanu (ROU) · 5-4 · Ralph Cooperman (GBR) · 5-4 · Enrique Penabella (CUB) · 5-3 · Ignacio Posada (COL) · 3-5                | 5.         | kiesett                       | kiesett                  |                                                     | kiesett           | helyezetlen |
| Keresztes Attila                                                            | Kard, egyéni      | D. csoport · Bakonyi Péter (HUN) · 2-5 · Jürgen Theuerkauff (EUA) · 5-4 · Kitao Teruhiro (JPN) · 5-4 · Emilio Echeverry (COL) · 5-0 · Nasser Madani (IRI) · 5-0 | 2.         | A. csoport · Jakov Rilszkij (URS) · 1-5 · Dieter Wellmann (EUA) · 0-5 · Pézsa Tibor (HUN) · 2-5 · Marcel Parent (FRA) · 5-3 · Wladimiro Calarese (ITA) · 5-4 · Funamizu Micujuki (JPN) · 5-4 · Octavian Vintilă (ROU) · 1-5             | 6.         | kiesett                       | kiesett                  |                                                     | kiesett           | helyezetlen |
| Örley Tamás                                                                 | Kard, egyéni      | C. csoport · Andrzej Piątkowski (POL) · 3-5 · Wladimiro Calarese (ITA) · 1-5 · Sibata Szeidzsi (JPN) · 5-4 · Robert Foxcroft (CAN) · 5-1 · Houshmand Almasi (IRI) · 5-1 | 3.         | C. csoport · Mark Rakita (URS) · 3-5 · Claude Arabo (FRA) · 4-5 · Walter Köstner (EUA) · 4-5 · Pierluigi Chicca (ITA) · 5-3 · Alberto Lanteri (ARG) · 5-1 · Kitao Teruhiro (JPN) · 5-2 · Andrzej Piątkowski (POL) · 4-5                 | 5.         | kiesett                       | kiesett                  |                                                     | kiesett           | helyezetlen |
| Lawrence Anastasi Albert Axelrod Herbert Cohen Eugene Glazer Edwin Richards | Tőr, csapat       | D. csoport · Franciaország (FRA) · 3-9 · Argentína (ARG) · 11-5 · Románia (ROU) · 8 (62)-8 (54) | 3.         | |            |                               | kiesett                  | kiesett                                             | kiesett           | helyezetlen |
| Lawrence Anastasi Frank Anger David Micahnik Paul Pesthy                    | Párbajtőr, csapat | D. csoport · Egyesült Német Csapat (EUA) · 6-9 · Olaszország (ITA) · 8 (61)-8 (58) | 3.         | |            | kiesett                       | kiesett                  | kiesett                                             | kiesett           | helyezetlen |
| Robert Blum Hámori Jenő Keresztes Attila Alfonso Morales Örley Tamás        | Kard, csapat      | A. csoport · Japán (JPN) · 12-4 | 1.         | |            |                               | Szovjetunió (URS) · 4-9  | Az 5–6. helyért · Egyesült Német Csapat (EUA) · 5-9 | kiesett           | 7.          |

Női
| Versenyző                                                                     | Versenyszám | Csoportkör | Csoportkör | Csoportkör | Csoportkör | Elődöntő                                | Elődöntő          | Döntő             | Helyezés    |
| Versenyző                                                                     | Versenyszám | 1. kör | 1. kör     | 2. kör | 2. kör     | 3. kör                                  | 4. kör            | Döntő             | Helyezés    |
| Versenyző                                                                     | Versenyszám | Ellenfél Eredmény | Hely.      | Ellenfél Eredmény | Hely.      | Ellenfél Eredmény                       | Ellenfél Eredmény | Ellenfél Eredmény | Helyezés    |
| ----------------------------------------------------------------------------- | ----------- | --- | ---------- | --- | ---------- | --------------------------------------- | ----------------- | ----------------- | ----------- |
| Tommy Angell                                                                  | Tőr, egyéni | C. csoport · Brigitte Gapais-Dumont (FRA) · 1-4 · Juhász Katalin (HUN) · 1-4 · Kerstin Palm (SWE) · 3-4 · Maria Vicol (ROU) · 0-4 · Óvada Tomoko (JPN) · 4-2                                                          | 6.         | kiesett | kiesett    | kiesett                                 | kiesett           | kiesett           | helyezetlen |
| Harriet King                                                                  | Tőr, egyéni | A. csoport · Rejtő Ildikó (HUN) · 4-3 · Helga Mees (EUA) · 4-2 · Cathérine Rousselet-Ceretti (FRA) · 4-3 · Jan Redman (AUS) · 4-0 · Sin Gvangszuk (Sin Gwang-Suk) (KOR) · 4-0 · Christina Wahlberg (SWE) · 3-4        | 1.         | A. csoport · Cathérine Rousselet-Ceretti (FRA) · 4-1 · Valentyina Prudszkova (URS) · 4-1 · Mireya Rodríguez (CUB) · 4-1 · Juhász Katalin (HUN) · 2-4 · Bruna Colombetti (ITA) · 2-4 | 1.         | Cathérine Rousselet-Ceretti (FRA) · 6-8 | kiesett           | kiesett           | 9.          |
| Janice-Lee York-Romary                                                        | Tőr, egyéni | D. csoport · Galina Gorohova (URS) · 4-3 · Rosemarie Scherberger (EUA) · 3-4 · Shirley Netherway (GBR) · 3-4 · Szabó Orbán Olga (ROU) · 4-2 · Takeucsi Josie (JPN) · 2-4 · Rájátszás: · Shirley Netherway (GBR) · 2-4 | 5.         | kiesett | kiesett    | kiesett                                 | kiesett           | kiesett           | helyezetlen |
| Tommy Angell Anne Drungis Harriet King Denise O'Connor Janice-Lee York-Romary | Tőr, csapat | B. csoport · Románia (ROU) · 6-10 · Magyarország (HUN) · 1-9 | 3.         | |            | kiesett                                 | kiesett           | kiesett           | 7.          |

## Vízilabda
| Amerikai férfi vízilabdacsapat-játékoskeret                               | Amerikai férfi vízilabdacsapat-játékoskeret                                 |
| ------------------------------------------------------------------------- | --------------------------------------------------------------------------- |
| - Dave Ashleigh - Stanley Cole - Ron Crawford - Tony Van Dorp - Dan Drown | - Chick McIlroy - Ned McIlroy - Bob Saari - George Stransky - Ralph Whitney |

### Eredmények
Csoportkör
C csoport
| Csapat                 | M | Gy | D | V | G+ | G– | Gk  | P |
| ---------------------- | - | -- | - | - | -- | -- | --- | - |
| Jugoszlávia (YUG)      | 3 | 3  | 0 | 0 | 17 | 3  | +14 | 6 |
| Hollandia (NED)        | 3 | 2  | 0 | 1 | 11 | 13 | –2  | 4 |
| Egyesült Államok (USA) | 3 | 1  | 0 | 2 | 12 | 9  | +3  | 2 |
| Brazília (BRA)         | 3 | 0  | 0 | 3 | 3  | 18 | –15 | 0 |

| 1964. október 11. 18:50 | Jugoszlávia (YUG)    | 2 – 1 | Egyesült Államok (USA) |  |
| 1964. október 11. 18:50 | (1–1, 0–0, 0–0, 1–0) |       |                        |  |
| 1964. október 11. 18:50 | Rosić, Janković 1    |       | Cole 1                 |  |

| 1964. október 12. 18:50 | Egyesült Államok (USA) | 7 – 1 | Brazília (BRA) |  |
| 1964. október 12. 18:50 | (1–0, 1–0, 3–0, 2–1)   |       |                |  |
| 1964. október 12. 18:50 | Crawford 3             |       | Szabó 1        |  |

| 1964. október 13. 18:50 | Egyesült Államok (USA) | 4 – 6 | Hollandia (NED)        |  |
| 1964. október 13. 18:50 | (2–2, 0–3, 0–0, 2–1)   |       |                        |  |
| 1964. október 13. 18:50 | Cole 2                 |       | W. Vriend, H. Vriend 2 |  |

| Csapat                 | Helyezés |
| ---------------------- | -------- |
| Egyesült Államok (USA) | 9.       |